# Prometazină
Prometazina este un antihistaminic H1 de generație 1, derivat de fenotiazină, fiind utilizat în tratamentul alergiilor. Printre acestea se numără rinita alergică, pruritul, dermatozele alergice și urticaria. Se mai poate utiliza pentru stări de neliniște, agitație insomnii, rău de mișcare și vertij. Căile de administrare disponibile sunt: oral, rectal, intramuscular, intravenos și topic.
Prometazina a fost inventată în anii 1940 de către cercetătorii de la Rhône-Poulenc. Echipa încerca să îmbunătățească diphenhydramine; aceeași linie în chimia medicală a dus la crearea clorpromazinei. A fost aprobată pentru uz medical în Statele Unite în anul 1951. Este disponibil ca medicament generic la nivel internațional, sub diferite denumiri comerciale.

## Utilizări medicale
Prometazina  este utilizată ca tratament în următoarele condiții:
- Reacții alergice:
  - Rinită alergică
  - Prurit, urticarie
  - Alergii medicamentoase
  - Fenomene histaminice provocate de plante sau de înțepături de insecte
  - Singură sau în asociere cu pseudoefedrină[15]
- Stări de neliniște, agitație, insomnie, fiind un sedativ[11][15]
- Răul de mișcare, ca antiemetic și în tulburări vestibulare (vertij și sindrom Meniere)[9][11]
- Migrenă, rar utilizată.[16]

În trecut, a fost utilizat ca antipsihotic.

## Reacții adverse
Fiind un antihistaminic H1 de generația 1, poate produce sedare și somnolență, mai accentuate la începutul tratamentului, hipotensiune ortostatică, tulburări de echilibru, confuzii, etc. Poate induce sindrom neuroleptic malign, o stare gravă.